# 間人大蓋
間人 大蓋（はしひと の おおふた）は、飛鳥時代の豪族。姓は連。冠位は小錦中。

## 出自
「間人連氏」については、『新撰姓氏録』「左京皇別」の「仲哀天皇皇子誉屋別命之後也」、「左京神別」の「神魂命五世孫玉櫛比古命之後也」の両方があげられている。一族には、『日本書紀』巻第二十二の推古天皇18年（610年）10月8日条に名前のある間人連塩蓋（はしひと の むらじ しおふた）、巻第二十六の斉明天皇3年（657年）是歳条に名前のあがっている間人連御厩（はしひと の むらじ みうまや）がいる。ともに新羅使と関係があり、前者は新羅・任那の使人が京に来た際に、任那側の導者（みちびきひと）の一人となり、後者は新羅使と共に入唐しようとしたが、断られた、というものである。

## 記録
『書紀』巻第二十七によると、天智天皇2年（663年）3月新羅討伐の部隊として、
1. 前軍の将軍 - 上毛野君稚子（かみつけの の きみ わかこ）、間人連大蓋（はしひと の むらじ おおふた）
2. 中軍の将軍 - 巨勢神前臣訳語（こせのかんさき の おみ おさ）・三輪君根麻呂（みわ の きみ ねまろ）
3. 後軍の将軍 - 阿倍引田臣比羅夫（あべのひけた の おみ ひらふ）、大宅臣鎌柄（おおやけ の おみ かまつか）

以上、計2万7千人の軍団が派遣されている。大蓋の率いる前軍の部隊は、6月には新羅から「沙鼻岐奴江（さびきぬえ）」という二つの城を奪取したともある
そこには、唐・新羅連合軍により斉明天皇6年（660年）に滅ぼされた百済を復興させ、任那の官家にかわる大和政権の服属国をつくるという目的があった。
しかし、天智天皇2年（663年）8月27日・28日に行われた白村江の戦いは、唐・新羅連合軍の圧勝で、日本・百済連合軍の完敗であった。この戦いでの個々の将の働きは、朴市秦田来津の死闘を除くと、描写はされていない。百済の王、余豊璋は高麗（高句麗）へ亡命し、百済復興計画は失敗に終わった。

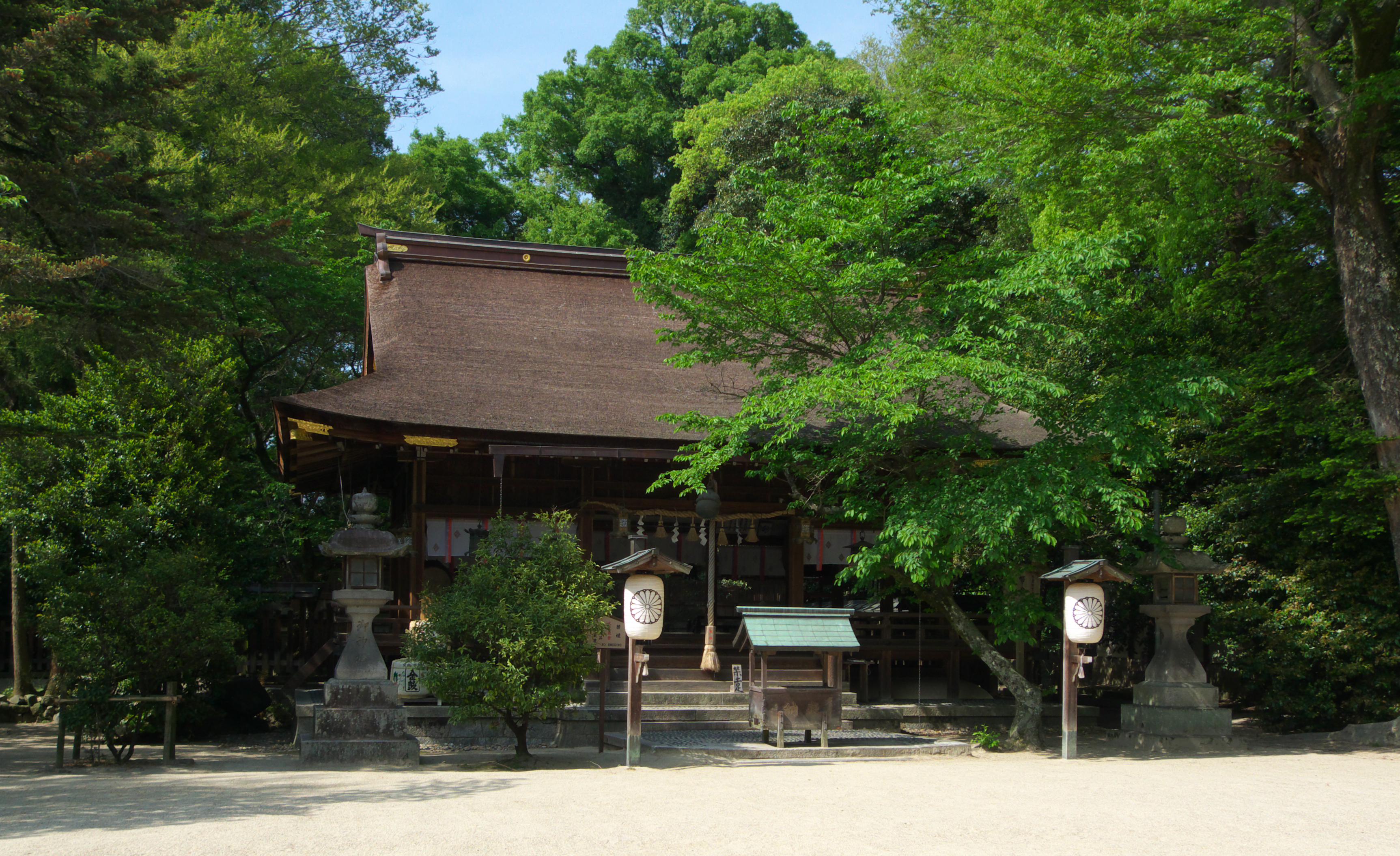
廣瀬大社

それから12年後、天武天皇4年（675年）4月、天武天皇は風神（かぜのかみ）と大忌神（おおいみのかみ）とをそれぞれ竜田の立野と広瀬の河曲（かわわ）とに祭らせている（それぞれ現在の奈良県生駒郡三郷町立野の龍田大社と、北葛城郡河合町川合の廣瀬大社にあたる）。このうちの後者の方の祭祀を担当した二人のうちの一人が、間人連大蓋であった（もう一人は曽禰連韓犬）。時に位階は小錦中（しょうきんちゅう）。
『書紀』巻第二十九によると、八色の姓制定により、 間人連一族は天武天皇13年（684年）12月に宿禰に改姓している。